# Guerra del volum

La tendència d'incrementar el volum s'hi pot apreciar en aquesta seqüència de la cançó «Something» de The Beatles, masteritzada en CD quatre vegades des del 1983.

La guerra del volum (de l'anglès loudness war) és la tendència de la indústria musical a enregistrar, produir i emetre música elevant progressivament el volum en els suports de reproducció creant un so que destaca sobre els anteriors.
Aquest fenomen es pot observar en moltes àrees de la indústria musical, particularment en la radiodifusió i en discs llançats en CD i DVD. En el cas dels CDs, es deriva del desig dels productors i artistes de crear CD que sonen el més alt possible, competint amb altres artistes i discogràfiques.
En en món de les gravacions, un disc calent es aquell gravat per donar un nivell de senyal molt alt, és a dir, un tipus de disc que sona alt inclús quan el control de volum està baix.

## Origen
Si bé el terme «guerra de volum» va agafar notorietat a partir de l'edició de música en CD, l'objectiu per dotar de major volum a la música enregistrada ja existia en l'època del vinil i de la casset.
Els orígens es poden trobar en els enginyers de mastering i els enginyers de radio. Els primers, sempre han buscat una compressió sonora pels diferents suports, bàsicament en l'enregistrament en cinta magnètica major que la vinil. Els enginyers de ràdio s'han encarregat de donar més volum la seva emissora de ràdio respecte la competència per poder guanyar audiència.

## Característiques de la «Guerra del Volum» en el CD
El CD està dissenyat per enregistrar dades digitals obtingudes per procés de conversió de só analògic 44100 vegades per segon. Cada bit afegeix 6dB al rang dinàmic i funciona amb 16 bits. Per tant, un CD te la capacitat d'assolir 96dB. Això són pel cap baix 20dB més que un disc de vinil i 31dB més que l'emissió de ràdio. Aquesta aportació que pot permetre acostar el só en una millora amb complexitat s'aprofita per reduir el rang dinàmic a mínims i pujar el volum de tot l'ample de banda. S'incrementa el volum en les parts baixes, alhora que els pics més alts són destruïts o severament disminuïts. En certs casos extrems de compressió, s'introdueix distorsió o retall de la forma d'ona de la gravació (clipping).
La pràctica de sobrepassar la barrera del clipping estava vigilada per Sony i Philips. Però durant el 1991 ja existia l'opció d'enviar un document legal a la fàbrica de duplicat de CDs explicant que el productor, enginyer i artista estaven d'acord amb el fet que hi haguessin pics per sobre del nivell. Al 1994 va deixar-se de vigilar. L'any 1999 va arribar anomenar-se l'any de l'ona quadrada en honor de la pràctica d'assolir els 0dBFS.